# Antonín Koniáš
Antonín Ignác Nepomuk Koniáš (latinsky Antonius Ignatius Nepomucensis Konias známý též jako páter Koniáš – zkráceně P. Koniáš,; 13. února 1691 Praha – 27. října 1760 Praha) byl nejen jezuitský kněz, kazatel, misionář a penitenciář, ale též plodný autor náboženské literatury. Jeho život a působení spadá do epochy baroka. Narodil se v rodině Vojtěcha Jiřího Koniáše (latinsky Adalbertus Georgius Konias), faktora klementinské tiskárny v Praze, kde také jako spirituál tamního jezuitského učiliště zesnul.
Osobnost jezuitského misionáře P. Antonína Koniáše je v české literatuře odborného charakteru (potažmo v próze a poezii) hodnocena protichůdně. V dílech historiků, literárních vědců nebo katolicky profilovaných beletristů se lze setkat ponejvíce s jeho pozitivním hodnocením, obzvláště pro jeho literární tvorbu. Autoři orientovaní protestantsko liberalisticky jej zpravidla odsuzují, spatřujíce v něm symbol násilné rekatolizace.

## Životopis

### Rodina

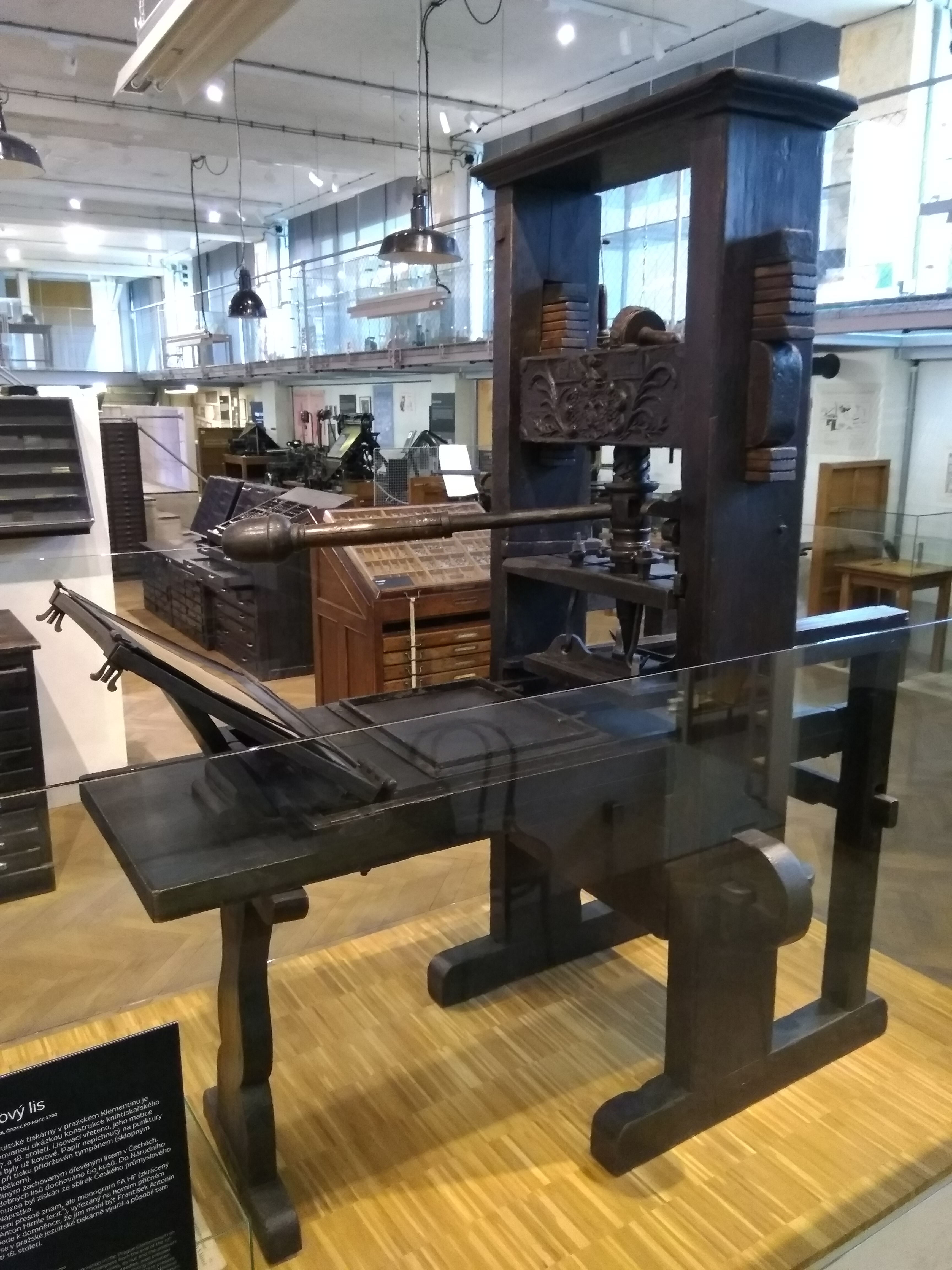
Dřevěný lis z jezuitské tiskárny v pražském Klementinu (přelom 17. a 18. století), Národní technické muzeum v Praze

Antonín Ignác Nepomuk Koniáš se narodil v úterý 13. února 1691 v Praze otci Vojtěchu Jiřímu a matce Kateřině Alžbětě Lhotákové ze Lhoty. Otec byl knihtiskařem a od roku 1688 i měšťanem Starého Města Pražského. Nejprve působil jako faktor arcibiskupské tiskárny v Emauzích a později v letech 1693-1697 jako faktor v jezuitské klementinské tiskárně. Zde také vytiskl Komenského spis „Janua linquarum“, využívaný na jezuitských školách pro výuku cizích jazyků. V roce 1697 se rodina přestěhovala do domu „U tří andělů“ v Jesuitské ulici, kde si otec zřídil vlastní živnost a vydával knihy až do své smrti v roce 1710. Tiskárnu převzala ovdovělá Kateřina Alžběta, která ale v době morové epidemie v roce 1714 zemřela.

### Dětství a studium
Tiskárna Koniášových vydávala převážně díla náboženská a rodinné prostředí bylo pravděpodobně s katolickou vírou výrazně spjato. Na výchově obou dětí se patrně spolupodílelo i nedaleké Klementinum, jelikož jak syn Antonín tak i dcera Marie Barbora si v poměrně mladém věku zvolili duchovní povolání; malý Antonín totiž začal někdy v druhé polovině devadesátých let navštěvovat elementární školu při jezuitském kostele sv. Klementa a po jejím absolvování zahájil v roce 1699 gymnazijní a v roce 1705 filozofická studia na Pražské univerzitě. V roce 1707 dosáhl hodnosti bakaláře, o rok později získal sedmnáctiletý Antonín titul magistra filozofie (magister philosophiae – artium) a rozhodl se vstoupit do řad Tovaryšstva.

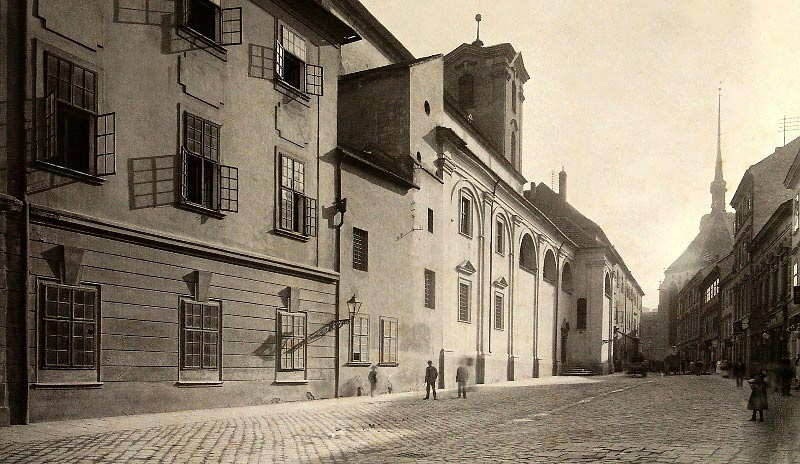
Jezuitská kolej s kostelem Nanebevzetí Panny Marie v Brně r. 1903

V brněnské jezuitské koleji (domě první probace) nastoupil 15. října 1708 Antonín dvouletý noviciát, jehož úlohou bylo prověřit rozhodnutí přijatého adepta. Složením slibu chudoby, poslušnosti a čistoty ukončil noviciát a následně působil několik let jako pedagog na řádových školách: r. 1711 v kutnohorské koleji na nejnižším ročníku jezuitských středních škol, kde přednášel tzv. rudimenta, r. 1712 ve druhém ročníku principia, r. 1713 ve třetím ročníku grammatica, r. 1714 v Hradci Králové ve čtvrtém ročníku syntax  a r. 1715 ve slezském Opolí v pátém ročníku poetica. V posledním šestém ročníku (tzv. studia inferiora) nevyučoval. Vedle výuky mu byla v Kutné Hoře přidělena úloha studentského exhortátora a v dalších působištích úloha nedělního exhortátora pro duchovní promluvy.

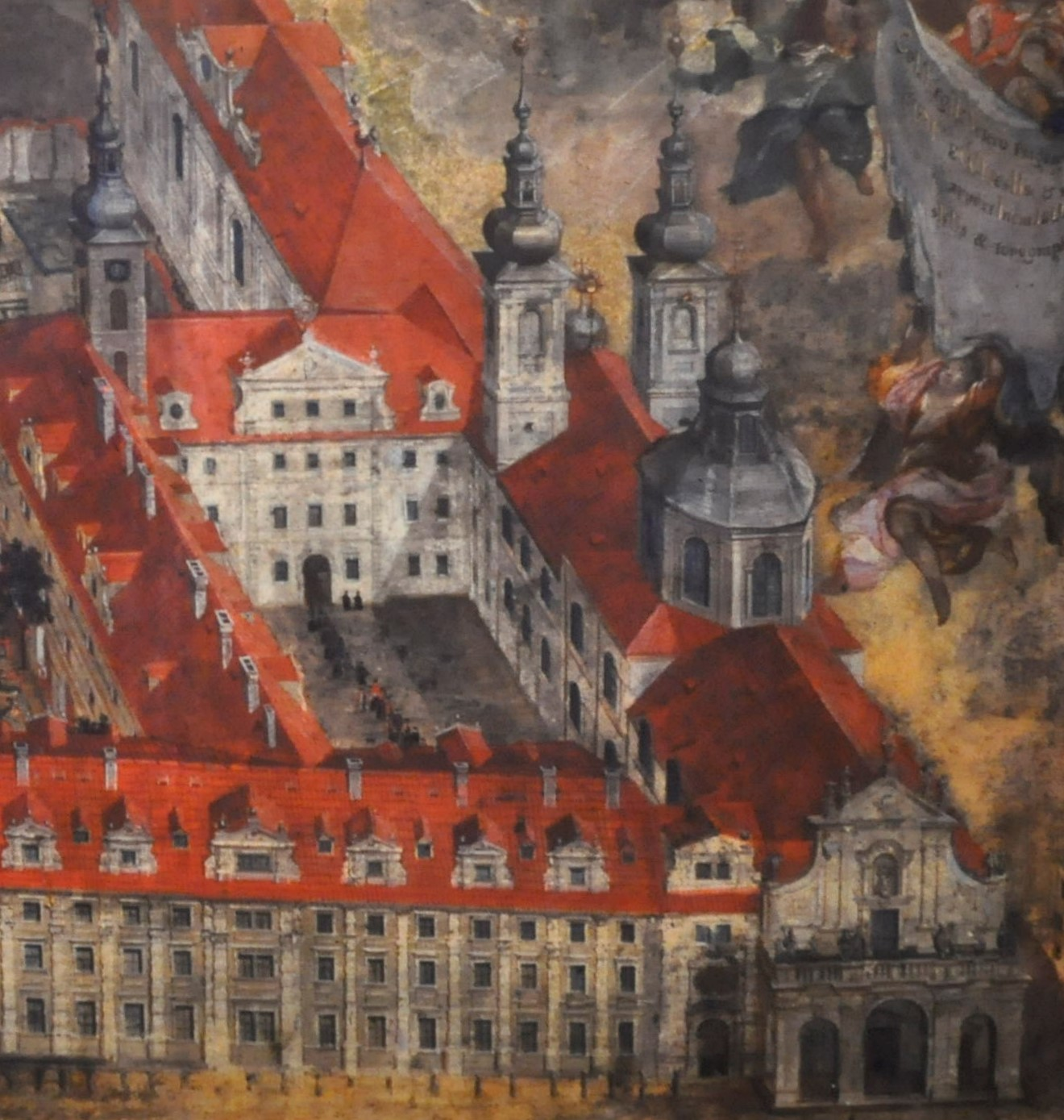
Jezuitská kolej Klementinum s kostelem sv. Salvátora v Praze r. 1750

V letech 1716–1719 studoval teologii v pražském Klementinu (hlavními předměty byly morální teologie, spekulativní teologie, etika, studium Písma svatého a hebrejština). Ve třetím ročníku přijal kněžské svěcení a poslední rok teologie již absolvoval jako páter. Ukončením teologických studií uzavřel další kapitolu svého řádového života – období druhé probace. V roce 1720 působil P. Antonín spolu s dalšími otci třetí probace v Telči, kde se podrobil duchovnímu soustředění (jakési formě druhého noviciátu), což mu otevřelo cestu k jeho životnímu snu – stát se misionářem.

### Počátek vlastní duchovní služby

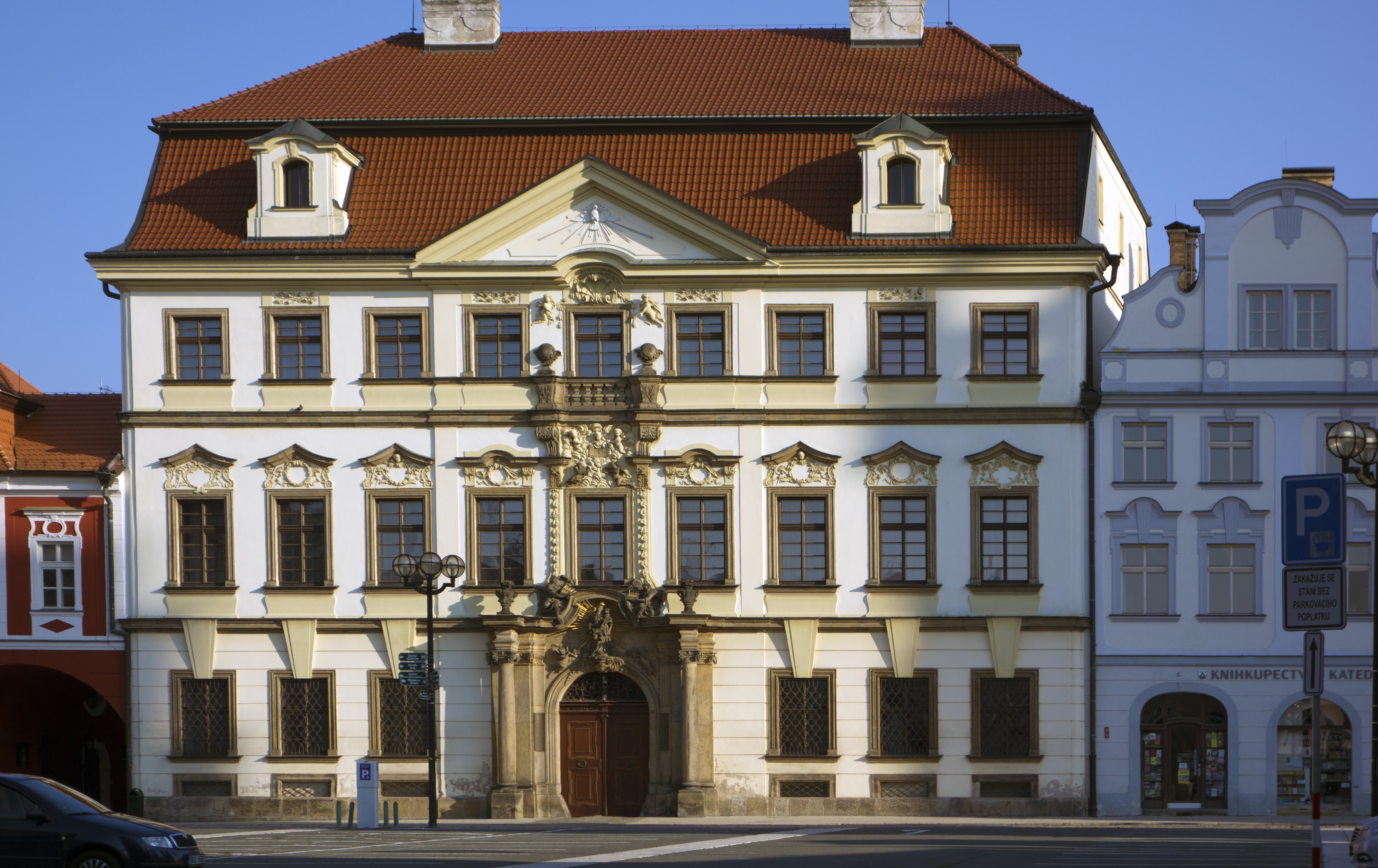
Biskupská rezidence v Hradci Králové

V roce 1721 započal své působení (též jako katecheta a sváteční kazatel) v okolí jeníkovské rezidence na Čáslavsku, další rok kázal a jako představený vedl mariánskou kongregaci ve Staré Boleslavi, další dva roky působil v jičínské koleji (nejprve jako exhortátor a později i jako katecheta). Zde vykonal 12. srpna 1724 slavnou profesi – před shromážděním věřících veřejně obnovil dřívější tři sliby a připojil čtvrtý, kterým slíbil papeži zvláštní poslušnost. V roce 1725 se věnoval kázání v krumlovském kostele sv. Víta při jezuitské koleji (byl ale i katechetou, zpovědníkem a exhortátorem). Ke konci roku byl vyslán do Hradce Králové, aby zde ve funkci biskupského misionáře vystřídal P. Třebického

### Misionářská činnost
P. Třebický svého nástupce nejprve zasvětil do poměrů v hradecké diecézi, přičemž mu kladl na srdce zvláště šíření katolických knih vydávaných v Kladsku. P. Třebický se totiž v posledním období potýkal s knižní agitací ze Saska, jejíž příčinou nebyla jen poptávka místních evangelíků. Sasko postihla v roce 1724 neúroda a tamní obyvatelé přinášeli do sousedních Čech protestantské knihy, aby je výhodně směnili za obilí. Jednalo se o knihy německé i české, tištěné v Žitavě, Halle či Drážďanech.
Právě za této situace žádal hradecký biskup pražského arcibiskupa o 600–700 zlatých na zakoupení katolických knih, které by byly lidem přidělovány náhradou za zkonfiskované spisy nekatolické provenience. Zvláštní zájem biskupa se přitom soustředil na kancionály, jichž se dožadoval již P. Třebický. Arcibiskup sice v písemné odpovědi svému sufragánovi slíbil, že vikářům i misionářům doporučí co možná největší bdělost nad podezřelými lidmi, ale o poskytnutí potřebných financí se vůbec nezmínil. Tak církevní představitelé zorganizovali alespoň síť katolických laiků, kteří ve svých obcích dohlíželi na to, aby se zde nešířily heretické spisy. Podle sdělení hradeckého biskupa Kongregaci S. Concilii z 1. října 1725 bylo takovýchto aktivistů okolo jednoho sta.
Pavel Beneš, Mýtus P. Antonína Koniáše a jeho proměny 2006 
P. Antonín Koniáš započal svou misionářskou činnost v Hradeckém kraji právě za této situace a svá hlášení za určité období pak zasílal hradecké konsistoři. Nejstarší pochází z 6. ledna 1727 a podle ní v roce 1726 působil v děkanátu královéhradeckém, chrásteckém, jaroměřském, královédvorském, hostinnském, bydžovském, chlumeckém a kopidlenském, dále ve farnostech dubenecké, nechanické, vejvanovské, kratonožské, lamžické, jilemnické, lomnické, černilovské, jasenské, jesenické, rychnovské a chotěbořské.
Zde podle jeho údajů vykládal katechismus (v kostelích stokrát, mimo kostel ke shromážděnému lidu sedmadvacetkrát), katolickou nauku šířil i obcházením jednotlivých domů (v šesti větších a jednom menším městě a v šedesáti vesnicích), nad 3788 kajícníky pronesl rozhřešení a nejsvětější svátost udělil 5845 přijímajícím, pokřtil třináct dětí, do chrámu uvedl čtrnáct matek a šest zemřelých pochoval, čtyřem odsouzeným na smrt poskytl duchovní útěchu, spálil celkem 1706 heretických a pověrečných knih (dobrovolně přinesených po katechezích 1038, nalezl a odňal 668), k tomu uváděl, že za ně podle možnosti dotyčným poskytl knihy lepší. Finanční prostředky pro jejich pořízení mu poskytoval hrabě František Josef Šlik a jeho choť Anna Josefa.

#### Spor s hrabětem Šporkem
Hrabě František Antonín Špork byl sympatizantem jansenismu, proti němuž jezuité ostře vystupovali. Už počátkem roku 1726 si P. Koniáš na Šporkovy postoje v otázkách víry stěžoval hradeckému biskupovi Košínovi. Stížnosti na hraběte přicházely k biskupovi i z jiných stran. Pravděpodobně ale nebyly Šporkovy jansenistické postoje (potažmo protijezuitské) zprvu příliš vyhraněné, jelikož teprve spor o stavbu Kalvarie a Betléma na hranici jeho hradišťského panství s panstvím žirečských jezuitů se jeho postoj radikalizoval.

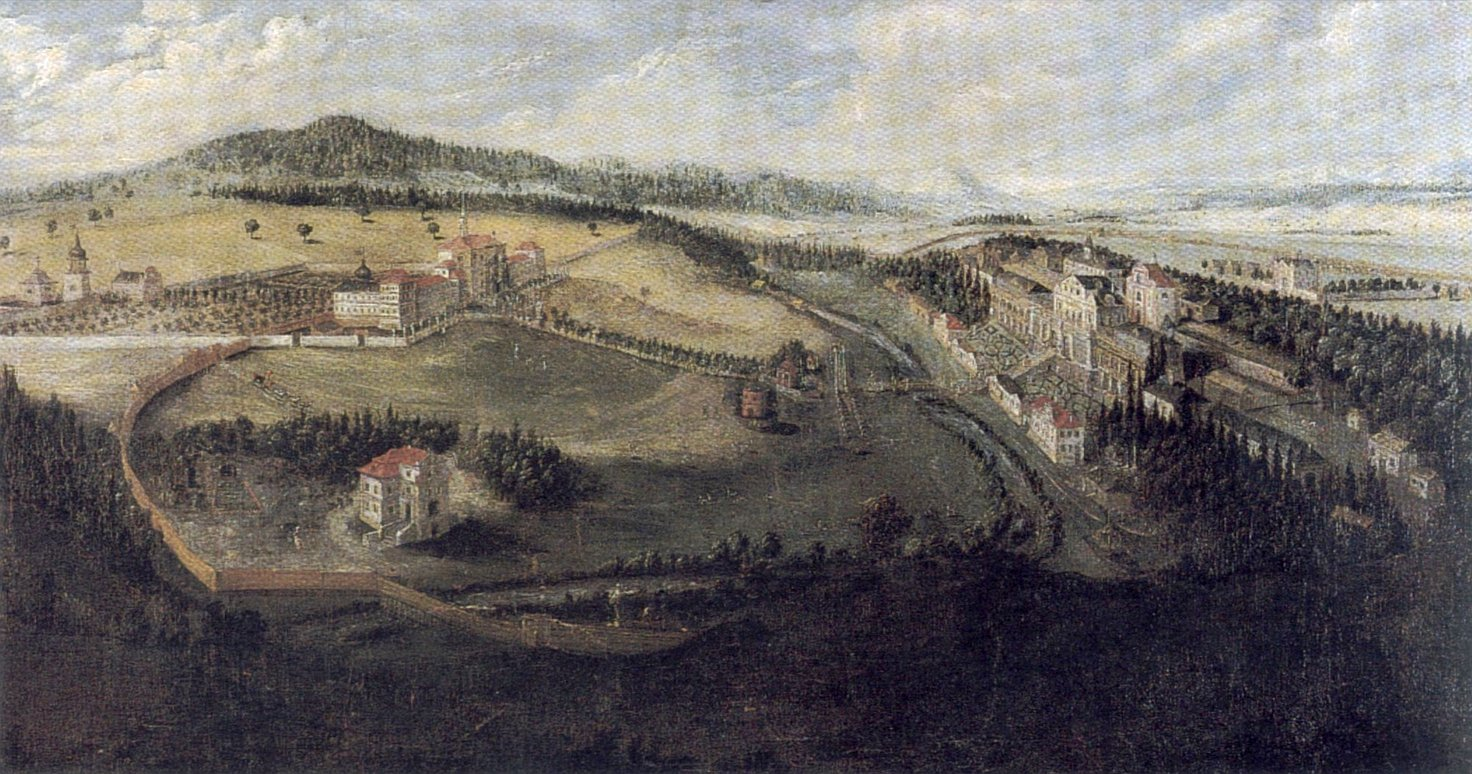
Šporkův Hospitál (vlevo) a Šporkův zámek s lázněmi (vpravo), olejomalba kolem r. 1730

V letech 1728-1729 se ve Šporkových lázních na Kuksu začaly objevovat mnohé pamflety proti žirečským jezuitům, najatí veršovníci skládali posměšné písně a malíři jezuity zobrazovali jako ďábly tančící s čarodějnicemi, jiný umělec zase vyhotovil sochu křesťanského rytíře, který pozvedal varovně svůj meč od hranic panství směrem ke klášteru v Žirči. Šířené satiry napadaly všechny autority tehdejší společnosti, včetně samotného císaře.
Hrabě Špork byl zanedlouho obviněn z šíření kacířství a na základě zásady, že nekatolictví je zločinem proti státu, obsadil oddíl kyrysníků v noci 26. června 1729 Kuks. Teprve pak přišel na řadu klérus, v jehož řadách nechyběl ani P. Koniáš. Šporkovi byly zabaveny všechny knihy a na panství proběhla vizitace soch, řezeb a nápisů, což trvalo celých pět dní. Koniáš, který byl patrně hodně aktivní, si hraběte proti sobě značně popudil.

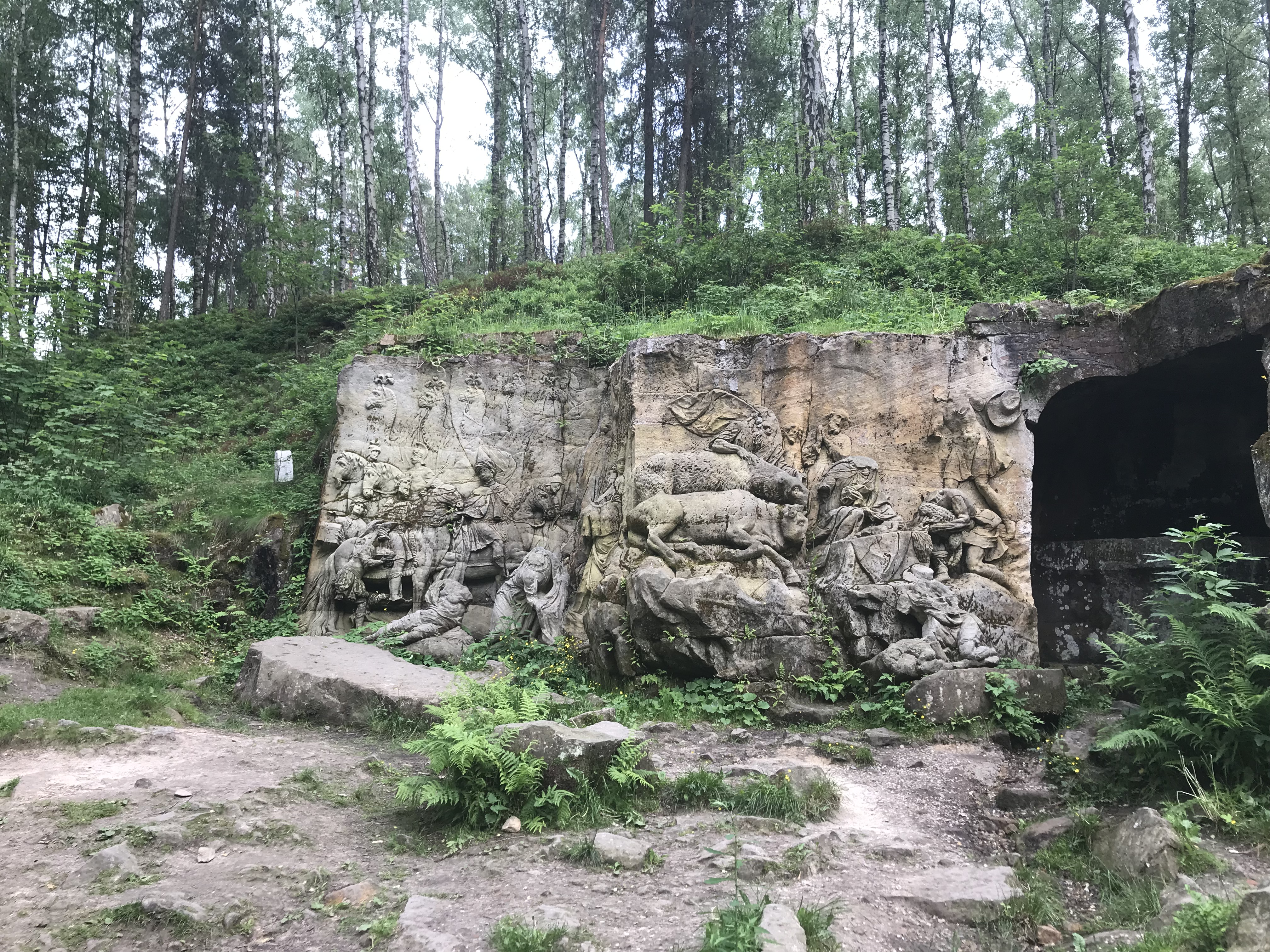
Betlém u Kuksu od Matyáše B. Brauna

Špork se prokázal vystavbou osmi kostelů a kaplí, deseti pousteven, tří špitálů a dvěma kláštery, pravidelnou účastí na bohoslužbách a přijímáním svátostí a ještě než byl rozsudek vynesen došlo k dohodě o postavení křížů na vzpomínané Kalvarii. V srpnu 1732 při oslavách narozenin císařovny na Kuksu odsloužili jezuité už na důkaz smíru slavné bohoslužby. Řada polehčujících okolností a náhlé Šporkovo obrácení vedly zemský soud k vynesení poměrně mírného rozsudku, takže Špork musel za šíření hereze a tisk necenzurovaných knih zaplatit pokutu ve výši 6000 dukátů.
V květnu 1735 se hrabě Špork účastnil jezuitské misie v Lysé nad Labem, měl být tak uchvácen Koniášovým kázáním o pokání, že mnohaletou nenávist k němu odložil a na důkaz hluboké sympatie uspořádal ještě v srpnu téhož roku misii v Kuksu. Při ní jednomu z jejích členů (možná samotnému Koniášovi) udělil za lov duší řád sv. Huberta. Špork pak vstoupil do mariánské družiny, které odkázal 300 zlatých. Finančně podpořil i P. Koniáše a poskytl mu velkou částku na publikování katolických knih.

#### Potlačení opočenského nekatolického hnutí

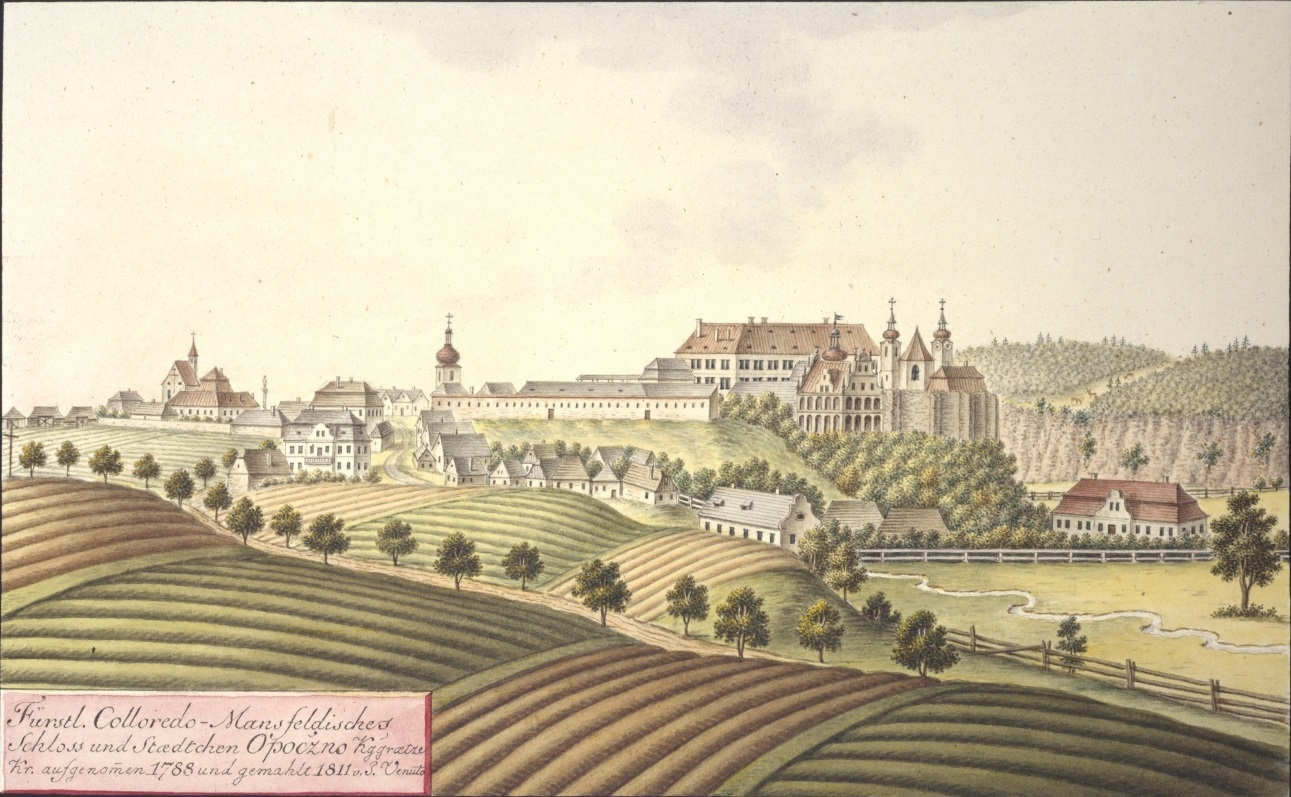
Zámek šlechtického rodu Colloredo a město Opočno v letech 1788–1811 od Jana Antonína Venuty

V roce 1732 se na opočenském panství tamní tajní nekatolíci na podnět hennersdorfského kazatele Jana Liberdy obrátili na svého pána, hraběte Rudolfa z Colloreda s písemnou žádostí, aby jim povolil svobodně vyznávat jejich víru. Hrabě postoupil žádost krajskému hejtmanovi do Hradce Králové. Ten se po přečtení tak vyděsil, že okamžitě vyslal na opočenské panství k potlačení tohoto nekatolického hnutí osm setnin vojska. Hned první den bylo zatčeno a záhy uvězněno dvaatřicet „starších“ spolu s devadesáti osmi „spolubratřími“. Do Opočna byla pražským apelačním soudem vyslána zvláštní komise, která pak následující dva roky celou záležitost vyšetřovala a viníky potrestala výkonem nucených prací.
Tyto události P. Koniáše vedly k sestavení rozsáhlého polemického spisu „Jediná choti Beránková“, který vyšel v Hradci Králové v roce 1733. Ve spisu reagoval na učení opočenských nekatolíků, s kterým měl možnost se poměrně dobře obeznámit, když se osobně účastnil výslechů. Z výpovědí obžalovaných je zjevné, že při nich nebyl pasivním posluchačem a dotyčným při výslechu kladl otázky náboženské povahy. Tím se pro P. Koniáše uzavřelo jeho mnohaleté působení na Hradecku ve funkci biskupského misionáře.

### Penitenciářská činnost
Od roku 1734 působil P. Koniáš ve skupině českých jezuitských penitenciářů, kteří v pěti či šestičlenné skupině obcházeli celou zem a konali kající pobožnosti. Od roku 1735 se museli řídit směrnicemi, jež pro tuto činnost vydal generál Tovaryšstva Ježíšova, pražský rodák František Retz. V čele skupiny stál superior, v letech 1739–1743 a v letech 1751–1754 úřad zastával P. Koniáš. Penitenciáři vykonávali misie po celý rok, hlavně od Velikonoc do října, v zimě se kázalo v kostelích, v létě zpravidla na náměstích. Před zahájením vlastní akce zasílali penitenciáři členům městské rady nebo majiteli panství vyplněné předtištěné formuláře, v nichž oznamovali dobu konání misie a uváděli všechny základní potřeby, které bylo potřeba pro její průběh zajistit.

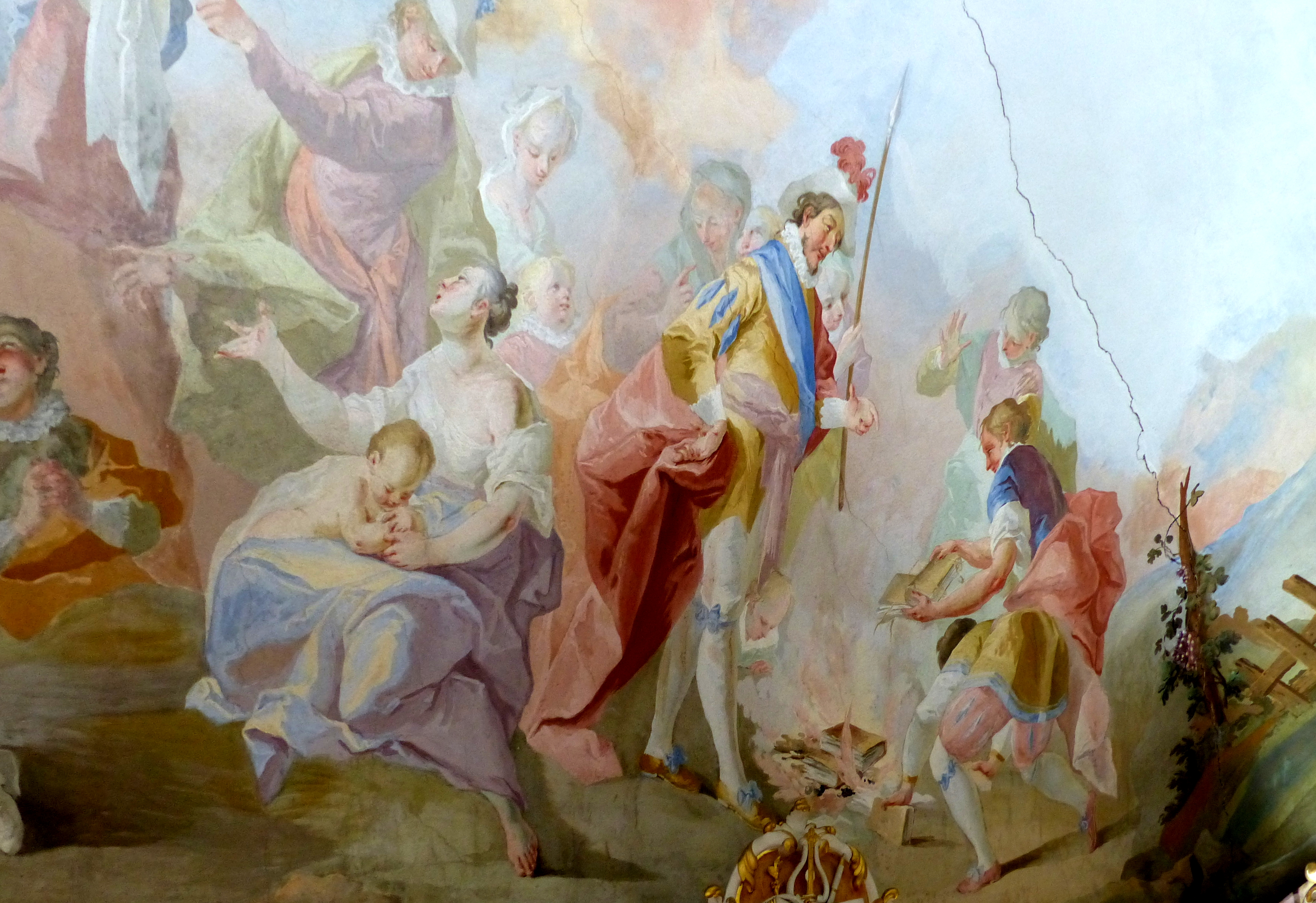
Pálení heretických (kacířských) knih: barokní stropní freska (1770), klášter Nová Říše

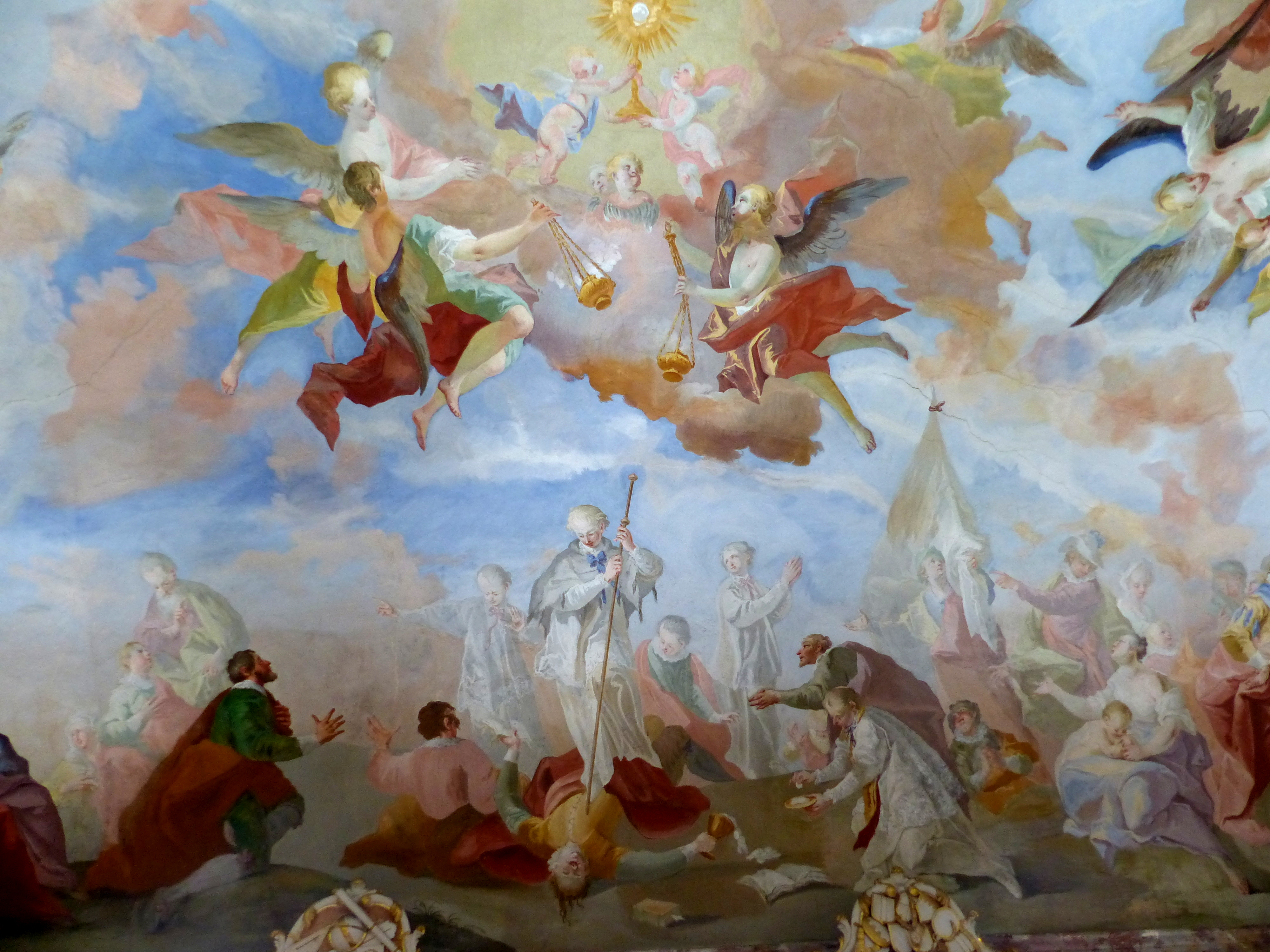
Vítězství nad herezí: barokní stropní freska (1770), klášter Nová Říše

Misie začínaly vždy v neděli ráno. Duchovní správce farnosti přivítal příchozí misionáře před branami města (někdy v kostele), poté pronesl jeden ze skupiny misionářů úvodní řeč a nato se procesí odebralo na náměstí, kde byly pobožnosti zpravidla kvůli velkému počtu farníků odbývány. Misionáři vystoupali na připravené lešení a na znamení začátku vyzdvihli misijní kříž.
Jeden z penitenciářů zahájil misii krátkou promluvou, ve které farníkům osvětlil smysl konané pobožnosti. Následovala slavná mše svatá, ukončená svátostným požehnáním. Až do druhé hodiny odpolední se pokračovalo zpovědí (s přestávkou na oběd). Po celý další zbytek dne konali misionáři pro přítomné rekolekce, duchovní cvičení, kázali, navečer se modlili nešpory se svátostným požehnáním, pak se znovu farníci zpovídali a to i do pozdních večerních hodin.
Tak pokračovaly misie po celých osm dní. Někdy byl denní program obohacen procesím do polí ke kapličkám nebo do okolních kaplí, klášterů, apod. Poslední den se obvykle ve večerních hodinách za městem pálily knihy, jejichž obsah se „ve věroučných či morálních otázkách uchyloval od učení katolické církve“. Knihy přinášeli lidé penitenciářům sami, když se v kázáních doslechli o jejich škodlivých duchovních účincích. Podívanou při veřejných obřadech pálení knih doprovázel zpěv poučné písně.
P. Antonín Koniáš je znám též jako kazatel, jelikož kázání tvořila podstatu misií. Zaměřoval se na tematiku pokání; jeho kázání často obsahovala eschatologické motivy, výzvy k vzájemnému smíru, k navrácení ukradeného majetku atd. kázal jak česky tak i německy a to na nejrůznější témata (někdy i pětkrát denně). Jestliže vlastní promluva trvala hodinu a zbývajícím věnoval po půl hodině, pak tato tříhodinová kázání musela být duševně i fyzicky vyčerpávající. Nejednou ho museli pro jeho vysílení z kazatelny odnášet domů. Jeho kázání měla být tak působivá, že posluchači často propukali v pláč. Vyskytovali se i tací, co vytrvale odmítali pokání konat (elogium uvádí dva případy).
P. Koniáš byl znám tím, že mu hodně záleželo na vykořenění  kacířských knih. Při svých kázáních si také pod těžkým hříchem zavazoval přítomné, aby mu přinesli ke kontrole všechny své knihy. Ty, které se svým obsahem neslučovaly s učením katolické církve, zpravidla odsoudil ke spálení. V tomto úsilí nedbal ani na nebezpečí, které s tím bylo spojeno, třebaže se mohlo jednat i o smrt.

#### Závadná židovská literatura
Nekatolickou (ale i erotickou) literaturu distribuovali taktéž domácí židé, obzvláště za válek o rakouské dědictví, když byly země Koruny české obsazeny pruskými, bavorskými a francouzskými oddíly. Po dobytí ztracených pozic královna Marie Terezie v roce 1744 vypověděla židovské obyvatelstvo za spolupráci s nepřítelem ze země. Na to reagovali židovští obchodníci před odchodem do nuceného exilu tím, že nekatolickou literaturu společně s knihami erotického charakteru (v minulosti již několikrát zabavenou) na poslední chvíli velmi levně prodávali, aby tak ještě něco utržili. P. Koniáš se proto obrátil na královské místodržitelství, které následně patentem z 19. dubna 1745 knihkupcům nařídilo, aby Koniášovi lacino prodali veškeré heretické a pohoršlivé tisky a navíc ustanovilo, že každý knihkupec, u něhož budou takovéto knihy nalezeny po uplynutí čtrnáctidenní lhůty, bude přísně potrestán (třeba i zabavením dotyčného zboží).

#### Hodnota zničených knih a jejich počet
Tématu zničených knih P. Antonínem Koniášem se věnoval v minulosti obzvláště Antonín Podlaha, který na základě svého bádání vydal v roce 1890 studii o zapovězené literatuře. Na základě srovnání celkového počtu tisků uváděných v Jungmannově Historií literatury české a Koniášovým Indexem (1363 titulů) zjistil, že z česky psaných knih, co byly vydány od počátku knihtisku do poloviny 18. století, byla zakázána pouze třetina. Po porovnání s Knihopisem, který obsahuje 17 631 titulů, se zjistilo, že se jednalo jen o jednu třináctinu zakázaných českých knih. Valnou většinu z této jedné třináctiny tvořily náboženské spisy, přičemž podstatný byl obsah díla, náboženská orientace autora neměla na zákaz knihy žádný vliv. Z tohoto důvodu se v Indexu nacházela Komenského díla náboženská, ale žádná pedagogická.
Žánry knih uváděných v Indexu:
1. Spisy mluvnické a slovníky, 2. Duchovní básně, písně, kancionály, 3. Světská poesie, 4. Dramata, 5. Romány a zábavná literatura, 6. Řecká a římská literatura, 7. Obecné dějiny, 8. České dějiny, 9. Historie církve, 10. Životopisy, 11. Matematické spisy, 12. Zeměpisná díla, 13. Morální filosofie, 14. Politologické spisy, 15. Literatura o výchově, 16. Astronomie, kalendáře, pranostiky, 17. Snáře, věštby, 18. Různé úkazy na obloze, 19. Vojenství, 20. Přírodovědná díla a alchymie, 21. Ekonomie, 22. Bylináře, 23. Všeobecné lékařství, 24. Léčba moru, 25. Veterinářské spisy, 26. Právo, sněmovní usnesení, 27. Dogmatická a polemická díla, 28. Milostivé léto, 29. Přehledy Písma svatého, 30. Biblické spisy, 31. Výklady Písma svatého, 32. Postily, 33. Kázání nedělní, 34. Pohřební promluvy, 35. Liturgické spisy, 36. Spisy svatých otců, 37. Nábožensko vzdělavatelské spisy, 38. Bratrstva a jejich pobožnosti, 39. Literatura o svatých obrazech a ostatcích, 40. Duchovní romány, 41. Zjevení a proroctví, 42. Život Ježíše Krista a svatých, 43. Modlitby. Zároveň Index obsahoval označení, pro spisy určené ke zničení (abol.) a spisy, které bylo možné opravit (cor.).
Samotné Elogium uvádí, že Koniáš za celý svůj život zničil „nad 30 tisíc jedem otrávených knih“. Pokud byl 25 let misionářem, pak se pravděpodobně tento počet přibližně shoduje s údaji v dochovaných relacích (za každý rok okolo jednoho tisíce). Sám Koniáš uvádí, že za rok nashromáždil kolem tisíce heretických knih. Je třeba ale počítat s tím, že během zvláštních příležitostí (např. při zabavení nekatolických knih vydávaných Šporkovou tiskárnou nebo rozšiřovaných židovskými obchodníky) se mohlo jednat o větší množství tisků. Některé zabavené knihy byly opravovány a majitelům vráceny, jiné zase putovaly do zvláštních oddělení klášterních knihoven (oddělení „libri prohibiti“), ostatní se nakonec likvidovaly, přičemž ne všechny knihy, určené ke zničení, se pálily veřejně a ne všechny knihy byly nenávratně ztraceny.

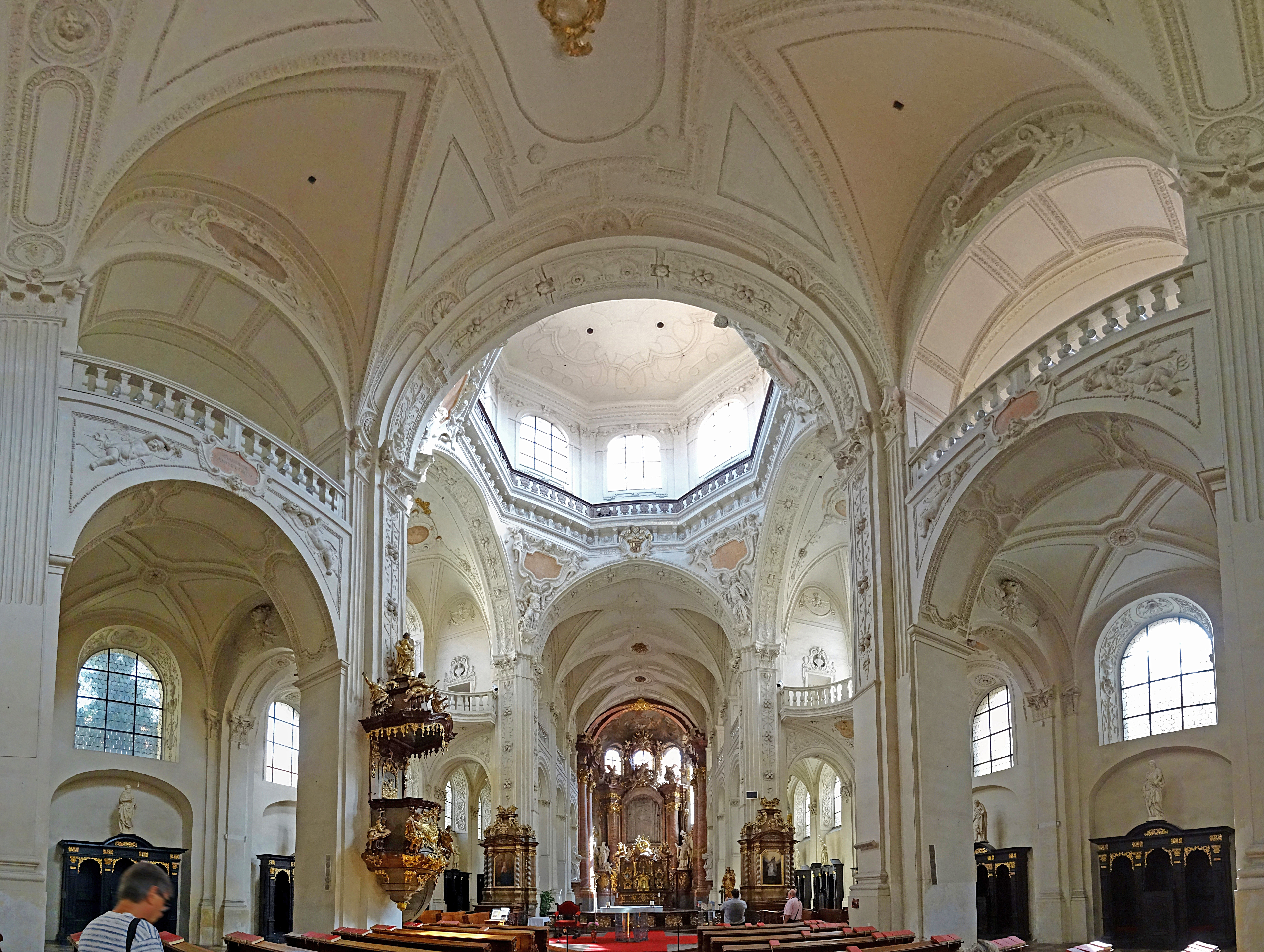
Jezuitský trojlodní kostel zasvěcený sv. Salvátoru, jedna z nejcennějších raně barokních památek Prahy a dříve hlavní jezuitský chrám v Čechách, v kryptě pod kupolí je pochován Antonín Koniáš

Tak, jak P. Koniáš knihy horlivě zabavoval, zrovna s takovým nadšením knihy rozdával. Nejednalo se jen o jeho vlastní díla. Finanční částky, potřebné k pokrytí svých nákladů, získával z nejrůznějších zdrojů: z farní pokladny, od šlechty (zejména od manželů Šlikových a hraběte Šporka), od českého zemského sněmu a s největší pravděpodobností i z vlastních kapsy.

### Úmrtí
Po dlouholeté misijní činnosti se P. Antonín Koniáš v průběhu roku 1759 uchýlil do klementinské koleje (pravděpodobně kvůli zhoršenému zdravotnímu stavu) a vykonával zde svěřenou funkci spirituála a zpovědníka. Den před smrtí jej navštívil bývalý spolupracovník z misií, kterému sdělil: „Nejdražší otče! Dlouho již spolu na tomto světě nepobudeme; já brzy zemřu a naleznete mě mrtvého, aniž byste věděli, jak jsem skonal.“ Jeho slova se potvrdila – v pondělí ráno 27. října 1760 vyzpovídal několik kněží a o půl druhé odpoledne byl nalezen ve svém pokoji mrtev. Tři dny po jeho smrti byl pochován v klementinském kostele sv. Salvátora.

## Elogium pátera Koniáše
Po smrti každého člena jezuitského řádu sepsal některý z řádových bratří oslavnou výpověď o životních osudech zesnulého, tzv. elogium. Tak se stalo i po skonu pátera Koniáše (1760). Latinsky psané elogium, dílo neznámého jezuity, se dochovalo a pojednává mimo jiné i o vyhledávání a ničení závadných knih:
| „                                                                                              | Ad haec mira solertia pollebat et felicitate in voluminibus investigandis, quae seu bonis moribus seu religionis nostrae veritatibus adversantur; quippe longo rerum usu edoctus vir sapientissimus, quantum praesidii pravorum dogmatum sectatores in ejusmodi armis haberent, haec ubi poterat summis pariter et imis ereptum ibat. Qui plura cum eo lustra paribus studiis consumpserunt, ultra 30 codicum venenatorum millia numerant sola unius Patris industria conquisitorum, manuque illius flamnis injectorum, quibus salubriores alios, sua interim Minerva compositos, magnoque sumptu praelo commissos ultro substituebat. Qua in re quantum compendii rei christianae attulerit, quanta vitae pericula adierit, nemo facile scribendo assequatur. | K tomu vynikal podivuhodnou vynalézavostí a štěstím při vyhledávání knih, které byly v rozporu s dobrými mravy nebo s pravdami našeho náboženství, neboť tento velemoudrý muž poučený dlouhou praxí o tom, kolik opory měli stoupenci zvrácených dogmat ve zbraních tohoto druhu, kde mohl, chodil je vyrvat nejvyšším stejně jako nejnižším. Ti, kteří s ním strávili více let ve stejném snažení, počítají, že péčí tohoto jediného otce bylo sebráno více než třicet tisíc jedovatých svazků a jeho rukou vrženo do plamenů; nahrazoval je jinými, spásnějšími, složenými jeho spisovatelským nadáním a vytištěnými s velkým nákladem. Nikdo by snadno nedokázal vypsat, kolik prospěchu tím přinesl křesťanské věci a kolika nebezpečím života se tím vystavil. | “ |
| — Elogium pátera Koniáše (výňatek), Časopis Musea království Českého, ročník 69 (1895), s. 323 | | |   |

## Koniášovo dílo
P. Antonín Koniáš byl také velmi plodným autorem. Jeho literární činnost úzce souvisela s misijním působením a zahrnovala též díla k pastorační činnosti.
- kancionály: „Citara Nového zákona“ (1726–1727) a „Písně na evangelia nedělní“ (1760)
- polemiky: „Zlatá, neomylné římskokatolické pravdy denice“ (1728) a „Jediná choti Beránková“ (1733)
- výklady liturgických textů: „Postila“ (1750, 1756) a „Vejtažní naučení“ (1740, 1750 a 1756)
- katechetický spis „Pravá moudrost“ (1756)
- duchovní cvičení: „Spasitedlný týhoden“ (1754) a „Svaté upamatování“ a
- soupisy zapovězené literatury: „Klíč“ (1729, 1749)[19] a „Index“ (1770)

### První literární období
Na prvních dílech pracoval Antonín Koniáš ještě jako biskupský misionář v královéhradecké diecézi. Mezi díla Koniášem přepracovaná patří „Citara Nového zákona“, „Zlatá pravdy denice“, „Pravá moudrost“ a částečně upravená „Písně na evangelia“ a snad i „Klíč“. Až na soupisy nekatolických knih se spisy opírají o Bibli, spisy sv. Augustina, popřípadě díla dalších církevních otců a rozsáhlé množství odborné literatury. „Klíč“ a „Index“ jsou pomůckou pro duchovní, naproti tomu ostatní spisy měly sloužit laikům.
Velký zájem věřících o kancionály a zároveň jejich značný nedostatek přiměly P. Koniáše ke shromáždění mnoha českých duchovních písní, k těm přidal i několik neznámých textů (snad vlastních), zveršovaných na známé melodie. Pravděpodobně byla většina přejatá z Božanova Slavíčka rajského a Šteyerova Kancionálu českého. Někdy v letech 1726–1727 takto vznikla „Citara Nového zákona“, první a nejúspěšnější dílo, které mělo celkem jedenáct vydání, první obsahovalo celkem 418 duchovních písní a poslední vydání vyšlo v roce 1848.
„Dialogi catholici“ od Kryštofa Pflaumera upravil tak, že zachoval původní rozmluvy, které rozšířil do podoby výkladů na epištoly a o pasáže zdůvodňující církevní zápovědi pro šíření a přechovávání heretické literatury. Upravené polemiky vyšly v roce 1728 pod názvem „Zlatá, neomylné římskokatolické pravdy denice“.
Pro katolické duchovní sestavoval (snad na základě starších jezuitských katalogů vypracovaných po tridentském koncilu) během roku 1728 soupisy zapovězených knih, jejichž obsah byl v rozporu s věroučnými či etickými stanovisky katolické církve, známé pod názvem „Klíč“. Ten byl publikovaný v následujícím roce 1729. Druhé a rozšířené vydání vyšlo v roce 1749, naposledy pak v roce 1770 pod názvem „Index librorum prohibitorum“. Všechna vydání „Klíče“ obsahují knihy české, německé, latinské a francouzské.
První vydání „Klíče“ předkládá 1307 zapovězených knih (711 českých, 402 německých, 182 latinských, 12 francouzských), druhé vydání už Koniáš rozšířil na 2274 knih (960 českých, 970 německých, 267 latinských a 77 francouzských). Soupisy jsou seřazeny podle křestních jmen autorů v abecedním pořadí (popřípadě podle názvu díla či jména tiskaře) a dále podle formátu. Zapovězené tisky Koniáš opatřil poznámkou, zda je lze opravit nebo zda se mají zničit. Index z roku 1770 obsahuje navíc spisy publikované v dalších světových jazycích, zejména v italštině, angličtině a řečtině, ale na zásah pražského arcibiskupa Antonína Příchovského byla vydána jen jeho česká část.

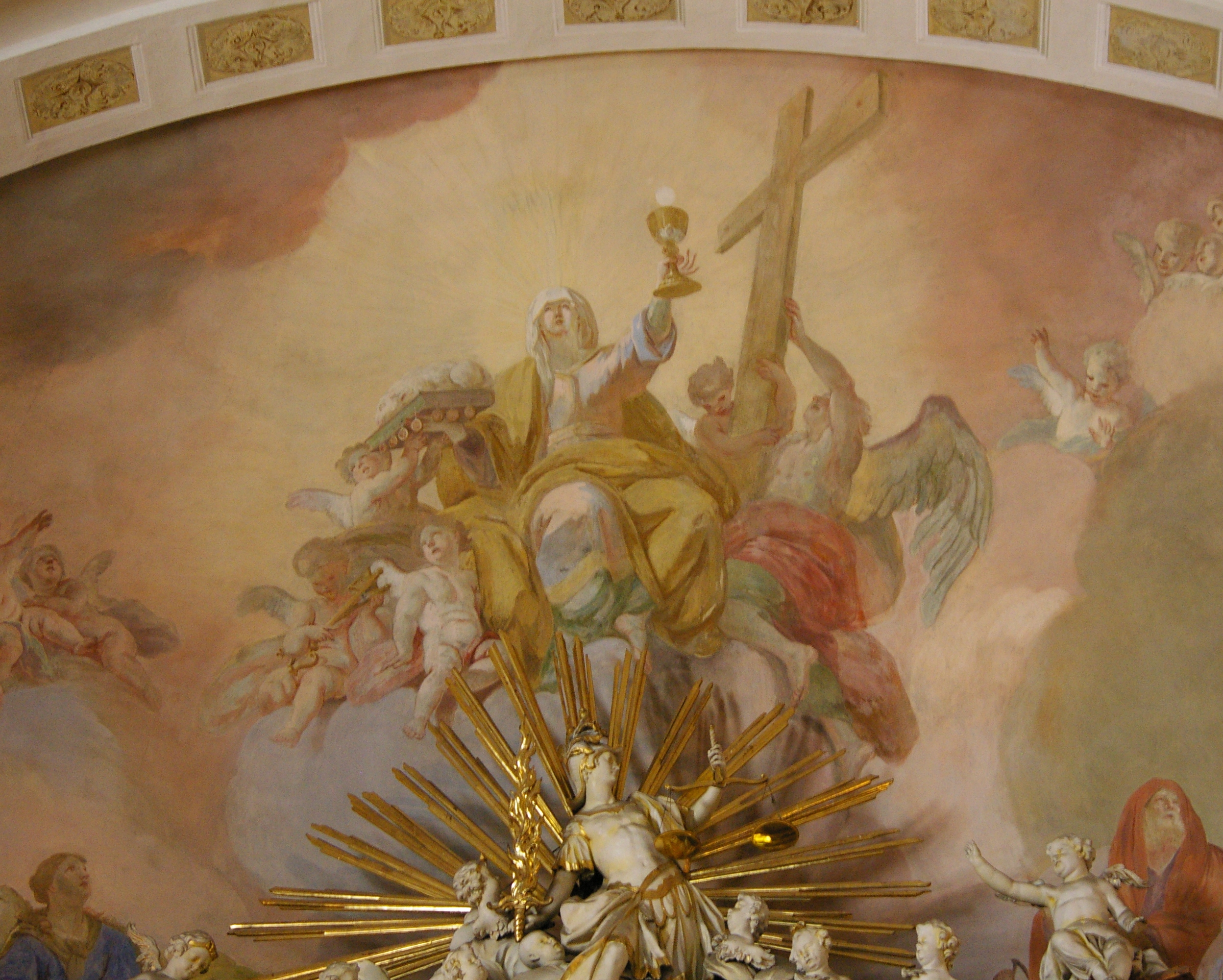
Beránek Boží: barokní stropní freska „Jinotaj vítězství Beránkova“ v kostele Nejsvětější Trojice ve Fulneku od Joseph Ignatz Sadler

Prvním zcela vlastním Koniášovým dílem je „Jediná choti Beránková“ (od prvního zasnoubení a založení svého až na věky v učení Kristovém neporušená…), které vydal v roce 1733 na základě předešlých událostí na opočenském panství v Hradci Králové v tiskárně Václava Tybély s podpisem nejposlušnější misionář Antonín Koniáš. Dílo pojal jako polemiku s tajnými východočeskými nekatolíky, kteří se označovali jako Po svobodě Pána Ježíše toužící nebo Křesťané a bratří, jíchžto síla jest Emannuel či Harfenistové. Antonín Koniáš v polemice vyvrací za pomoci vlastních argumentů, slov Písma svatého a církevních otců tvrzení tajných nekatolíků, kteří se rozcházeli s učením katolické církve.
V souladu se svým přesvědčením představuje lidem onu jedinou „pravou a spasitelnou víru“ skrze symboliku „jediné choti“ Ježíše Krista – „Beránka Božího“, který se obětoval za spásu lidstva. Tento symbol Ježíšovy oběti na kříži se v knize objevuje na několika místech a v názvech některých kapitol. Tři sta stran dlouhou polemiku uzavírá „Krátkým vejtahem celé knihy v píseň uvedený“ o šedesáti slokách, který je opatřen odkazy na odbornou literaturu, jež velmi důsledně uvádí v celém díle. Text této netradiční písně byl zveršován na nápěv duchovní písně „Když pak přijde můj Pán Ježíš“ (aneb „Rozmlouvání zarmoucené duše s Pánem Ježíšem“).

### Druhé literární období
Po několikaletém odmlčení začala druhá etapa Koniášovy literární tvorby. V té době již působil jako penitenciář, což výrazně proměnilo jak tematiku tak i základní rysy jeho tvorby.
Prvním spisem z druhého tvůrčího období je postila „Vejtažní naučení“. Jedná se o výklady liturgických textů, předčítaných při nedělních bohoslužbách a o svátcích nejvýznamnějších světců katolické církve. Jednotlivé části obsahují nejprve text příslušné nedělní epištoly s připojeným „vejtahem“ (vyložením obsahu), za ním následuje evangelní úryvek a jeho „vejklad“, pak „příklad“ zpravidla se 2–3 exemply a celý úryvek ukončuje modlitba. Spis má přes tisíc stran textu a je nejrozsáhlejším Koniášovým dílem vůbec. Vydán byl celkem třikrát – v letech 1740, 1750 a 1756.
Dalším byla duchovní cvičení „Spasitelný týhoden“ (1754), rozvržená na každý den v týdnu. Vedle různých instrukcí lze se ve cvičeních nalézt úvodní modlitbu k zahájení každé kontemplace, témata jednotlivých rozjímání (nedělní o cestě na věčnost, na všední dny úvahy o duši, těle, nebi, pekle, o umučení Páně a o Rodičce Boží), výklady modliteb „Otče náš“, „Zdrávas Maria“ a „Věřím v Boha“ spolu s modlitbou ke svaté zpovědi.
Ve stejném duchu se nese další sbírka duchovních cvičení „Svaté upamatování“, tentokráte ale pro jednotlivé dny v měsíci. Základ tvoří jedenatřicet nejrůznějších meditací (například na téma „O jediné cestě do nebe“, „O pravé pobožnosti“, „O srovnání vůle lidské s Božskou“, „O tichosti a poníženosti“…) s „přípravou k šťastné hodince smrti“ a „hojnějšími cvičeními víry, naděje, lásky a dokonalé zkroušenosti“.
V roce 1760 vyšly „Písně na evangelia nedělní“, tedy v roce autorovy smrti, kterými završil svoji literární tvorbu. I když Koniáš čerpal ze stejných předloh, jako u „Citary Nového zákona“, dá se předpokládat, že u poloviny písní byl jejím autorem. Nasvědčuje tomu nejen jejich odlišný didaktický a moralizující ráz, ale i zjevné zdůrazňování hodnot, příznačných pro jeho „Postilu“.

### Překlady
Koniášovu překladatelskou činnost lze doložit v jediném případě, kdy z němčiny do češtiny přeložil blíže neurčenou příručku pro misionáře. K tomu Leopold Scherschnik uvádí: „Když přeložil z němčiny do češtiny příručku pro misionáře, která byla nepochybně nejpoužívanější, censor mu vytýkal, že použil lidových výrazových prostředků, aby probouzel slzy dojetí.“ Scherschnik též hovoří o tom, že v němčině vyšla Koniášova „Citara Nového zákona“ (Lob klingende Harffe des Neuen Testaments), „Postila“ (Catholische Postill, oder ausführliche Auslegung vber alle Sonn – und feyertägliche Episteln), „Svaté upamatování“, „Spasitedlný týhoden“ a „Pravá katolických rodičů moudrost“.
Naopak František Martin Pelcl píše, že v německé verzi vyšel i druhý Koniášův kancionál („Písně na evangelia nedělní“), přičemž „Postilu“ nezmiňuje. Oba autoři se shodují v latinském překladu „Svaté upamatování“. V současné době badatel Václav Petrbok upozornil na další dvě německá vydání Koniášovy „Postily“. Ze všech uvedených děl se současná česká odborná literatura zaměřila pouze na německý Koniášův kancionál „Lob – klingende Harffe des Neuen Testaments“, který byl autorem sestaven pro německy hovořící krajany.

### Význam Koniášova díla
Vedle literárních hodnot přináší Koniášovo dílo i řadu jiných badatelských možností: slouží jako důležitý etnologický pramen (zkoumání činnosti jezuitských penitenciářů, jak se skrze misie formovala víra českého lidu, jaké argumenty pro přesvědčení tajných nekatolíků misionáři používali či jakým způsobem jezuité svými kancionály zasáhli do barokní lidové hudby); díky „Klíči“ a „Indexu“ je možné doložit žánrovou literaturu v lidovém prostředí (popřípadě v městském) – nejen nekatolickou duchovní, ale i pověrečnou a erotickou; spisy jako byla třeba „Postila“ jsou dokladem dobových pověrčivých praktik; díla samozřejmě slouží i k pochopení tohoto kontroverzního jezuity, jelikož jsou obrazem jeho vnitřního světa a jeho hodnotového žebříčku.

## Zrození mýtu Antonína Koniáše
Období pobělohorské rekatolizace je stále neuzavřenou kapitolou českých národních dějin. Jedním z celé řady pobělohorských a rekatlizačních mýtů a stereotypů je mýtus Antonína Koniáše, který procházel během své existence řadou proměn. P. Koniáš byl v dějinných etapách vývoje české společnosti vnímán různě. Do širšího povědomí českých Němců se tento misionář nedostal, ač sám německy kázal i psal, a zůstal jim v podstatě cizí.
P. Antonín Koniáš (1691–1760) je pro celé řady generací českého národa takřka symbolem fanatického útlaku a cenzury. O jeho působení je toho napsáno poměrně dost; žurnalistika si brousila pero na jeho životním osudu, básníci a romanopisci si jej často brali „na mušku“, odborní historikové neopomenuli při líčení českých dějin 18. století zdůraznit jeho jméno jako jednoho z nejvýraznějších nástrojů protireformace v českých zemích. Byl vyškrtnut z národa: nicméně právě činnost jezuitských misionářů je jedním z nejvýmluvnějších dokladů o vnitřní síle českého baroka. Tito misionáři jsou totiž jedním z mostů, spojujících dva břehy – dobu předbělohorskou a pobělohorskou. Vyřadíme-li proto z historického obrazu předbělohorských a pobělohorských českých zemí činnost jezuitských misionářů, nelze vysvětlit mnohé z kulturních dějin.
Jiří Bílý, Mýtus Antonína Koniáše v české literatuře
Páter Antonín Koniáš byl po několik desetiletí skoro denně v kontaktu s lidmi. Už během svého života tak musel zcela zákonitě vstoupit do povědomí široké veřejnosti. Lidé poslouchali jeho kázání a zpovídali se mu (snad na statisíce věřících), ve funkci královského a biskupského misionáře navštívil mnohé v jejich domovech a vykládal jim katolickou nauku. Zrovna tak si krajané prozpěvovali jeho duchovní písně z Citary či uschovávali v knihovnách jeho díla. I ti, jež ho neznali, si nemohli nevšimnout, že je knězem horlivým a obětavým (až takřka sebezničujícím), věnující se svému duchovnímu povolání až do posledních sil. Jiným život znesnadňoval a ztrpčoval, když se je ve svém přesvědčení snažil dovést ke konverzi. Během svého pátrání po skrývané nekatolické, pověrečné a pohoršlivé literatuře přicházel do jejich domovů jako nezvaný host a nedbal na jejich soukromí. Ostatně jako jiní jeho spolubratři. V každém případě musel poutat pozornost tím, jak vybočoval z řady.
Jedni jej glorifikovali, druzí zatracovali. Jedny uváděl v úžas, druhé naplňoval odporem a snad i strachem. Je tudíž přirozené, že se o něm začalo hodně hovořit. A právě za těchto okolností se rodil Koniášovský mýtus, který přežil svého hrdinu až do dnešních dob. Zde tkví jeho nejzažší kořeny, z nichž postupně, jako u stromu s dvěma kmeny, vyrůstala jeho dvojí podoba. Již tedy Koniášovi současníci nazírali na činnost tohoto misionáře rozporuplně.
Pavel Beneš, Mýtus P. Antonína Koniáše a jeho proměny, 2006